# Soraïda Caron
 (octobre 2023).
Soraïda Caron est une artiste multidisciplinaire, chorégraphe, enseignante, danseuse basée à Trois-Pistoles dans le Bas-Saint-Laurent.

## Biographie
Soraïda Caron nait en République Dominicaine en 1979, et est adoptée à l'age de deux ans par des résidents de Saint Cyprien au Bas-Saint-Laurent. Elle a complété un diplôme d'études collégial en danse effectué au Cégep de Saint-Laurent, puis, termine ensuite un baccalauréat en interprétation de la danse à l'Université du Québec à Montréal en 2006. La même année, elle gagne en le prix de l'interprétation féminine au festival Fringe de St-Amboise, et revient vivre dans la région de ses parents en 2007. Elle enseigne à l'École de danse Quatre Temps de Rimouski. En 2015, Soraïda fonde sa propre compagnie de danse Mars elle danse. Depuis 2018, elle organise le Marathon de création de Trois-Pistoles au cours duquel cinq résidences de création sont offertes à des artistes professionnels. Plusieurs activités sont proposés à cette occasion, ateliers de création, cinédanse, conférences et spectacles divers. Soraïda Caron est aussi nommée Artiste de l'année du Bas-Saint-Laurent par le Conseil des art et lettres du Québec en 2022. Elle est la première femme noire et artiste de la danse à recevoir ce prix.

## Œuvres chorégraphiques
- 2015 - Bigoudis, flanelle et moto[6]
- 2016 - Vodkarl[6]
- 2017 - Patrice dans Gisèl[6]
- 2019 - Belles Bêtes[6]
- 2021 - Élégante chair[6]

## Prix et récompenses
- 2006 - Prix pour la meilleure interprétation féminine - Festival Fringe de St-Ambroise, Montréal[3]
- 2011 - Récipiendaire du prix relève artistique du Bas-St-Laurent[7]
- 2020 - Finaliste au prix Artiste de l'année au Bas-Saint-Laurent[3]
- 2021 - Finaliste au prix Artiste de l'année au Bas-Saint-Laurent du Conseil des arts et lettres du Québec[7]
- 2022 - Artiste de l'année au Bas-Saint-Laurent du Conseil des arts et lettres du Québec[7]